# Francesco Saverio Melissari
Francesco Saverio Melissari (Reggio Calabria, 23 luglio 1832 – Reggio Calabria, 9 marzo 1900) è stato un politico e imprenditore italiano.

## Biografia
Fu eletto deputato nel Collegio elettorale di Reggio Calabria nella X legislatura del Regno d'Italia, venendo riconfermato anche nella XI e nella XII.
Massone, iniziato nel 1863 nella loggia "Domenico Romeo" del Grande Oriente d'Italia, fondò nel 1869 a Montepulciano, nei locali della Fortezza Medicea, uno stabilimento bacologico fra i più importanti della Toscana. Presso lo stabilimento avveniva la trasformazione dei bozzoli dei bachi da seta, dando lavoro a circa 600 operai.